# Килифаревския поп
Иван Карачоров - Попа е български поп фолк певец от средата на 90-те години.

## Биография
Роден на 12 август 1964 г. в град Русе. Майка му умира, когато той е на 14 години, бащата е в затвора. За него и по-малката му сестра Севдалина се грижи дядо им Иван. Завършва средно политехническо училище по машиностроене в Русе. Ръкоположен е за свещеник на 28.07.1991 г. Назначен е за енорийски свещеник в църквата „Успение Богородично“ в гр. Килифарево.
През следващите години той започва да се занимава с музика и през 1996 година става известен с песента „Тигре, тигре“, изпята в дует с Радо Шишарката.
Издава общо 10 албума, сред които са „Хитове балкански“, „Кой уши байряка“, „Куцо магаре“ и още. През 2003 година той напуска България и заминава за Германия, където създава църковен хор, с който има над 400 концерта в католически катедрали и евангелски църкви в Германия, Австрия, Франция и Белгия. През 2010 година Попа основава транспортна компания. Фирмата му превозвала и пътници, и товари.
Той умира на 10 февруари 2015 г. в немския град Ремшайд на 50-годишна възраст от рак. Погребан е в град Килифарево.

## Дискография
- Тигре, тигре (с Радо Шишарката) – 1996
- Хитове балкански – 1997
- Кой уши байряка – 1998
- Ванче-Сладуранче (с Ванесса) – 1999